# Sinophorus confusus
Sinophorus confusus là một loài tò vò trong họ Ichneumonidae.